# شهرداران صلح
شهرداران صلح (به انگلیسی: Mayors for peace) نام یک سازمان بین‌المللی مردم نهاد است که در سازمان ملل ثبت گردیده است.

## تاریخچه
سازمان بین‌المللی شهرداران صلح در سال ۱۹۸۲ (۱۳۶۱ شمسی) به ابتکار شهرداران هیروشیما و ناگازاکی و با اعلام رسمی در سازمان ملل متحد تأسیس شد.

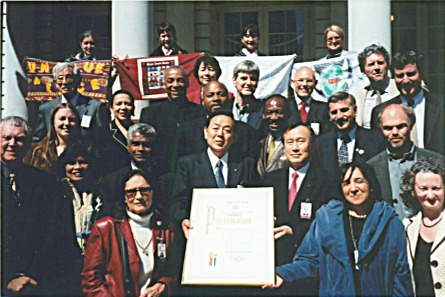
نگاره‌ای قدیمی از شهرداران هیروشیما و ناکازاکی به همراه دیگر شهرداران نمایندهٔ «شهرداران برای صلح» که اعلامیهٔ روز منع سلاح‌های هسته‌ای را به نمایش می‌گذارند. (نیویورک - ۲۰۰۴)

## مکان سازمان
دبیرخانه اصلی این سازمان در شهر هیروشیما واقع است و ریاست سازمان در حال حاضر بعهده آقای ماتسویی شهردار هیروشیما می‌باشد . علاوه بر این دبیرخانه اروپایی سازمان در شهر ایپر (محل وقوع اولین حمله شیمیایی در جنگ اول جهانی) در بلژیک مستقر است.

## اهداف
- تلاش برای پیشگیری از وقوع جنگ، کشتار و تخریب که نتیجه ای جز صدمه به شهروندان و مردم بیگناه ندارد.
- تلاش برای ریشه کن شدن سلاح‌های کشتار جمعی به ویژه سلاح های اتمی و شیمیایی در سطح جهان.
- تقویت روابط فرهنگی و صلح طلبانه بین شهروندان شهرهای عضو سازمان بمنظور گسترش فرهنگ صلح و دوستی و پرهیز از نزاع و خشونت.

## ایران
دبیرخانه شهرداران ایرانی عضو این سازمان از سال 1391در محل موزه صلح تهران آغاز به کار کرده‌است و تا کنون موفق شده است 1016  شهر ایرانی را به عضویت این سازمان درآورد. هم‌چنین با ارتباط دایم با شهرهای عضو، آنان را به برگزاری برنامه‌های گوناگون با هدف گسترش فرهنگ صلح تشویق کرده است. دبیرخانه ایرانی هم‌چنین با پیگیری‌های مداوم موفق شده شهر تهران را به عنوان یکی از 28 شهر راهبر در دنیا در این سازمان به ثبت رساند. اعضای آن جمعی از جانبازان شیمیایی هستند که به صورت داوطلبانه در این زمینه فعالیت می‌کنند.
همچنین شهردار هیروشیما ژاپن و رئیس سازمان شهرداران صلح طی حکمی، محمدباقر قالیباف را به عنوان عضو اجرایی سازمان شهرداران صلح منصوب کرد.